# Torneo de Pekín 2011
El Torneo de Pekín es un evento de tenis que se disputa en Pekín, China,  se juega entre el 3 y el 9 de octubre de 2011.

## Campeones

### Individuales Masculino
Tomáš Berdych vence a  Marin Čilić por 3-6, 6-4, 6-1.

### Individuales Femenino
Agnieszka Radwańska vence a  Andrea Petkovic por 7-5, 0-6, 6-4.

### Dobles Masculino
Michaël Llodra /  Nenad Zimonjić vencen a  Robert Lindstedt /  Horia Tecău por 7–6(2), 7–6(4).

### Dobles Femenino
Květa Peschke /  Katarina Srebotnik vencen a  Gisela Dulko /  Flavia Pennetta por 6-3, 6-4